# برکاشات
برکاشات (به ارمنی: Բերքաշատ) یک روستا در ارمنستان است که در استان آرماویر واقع شده‌است. برکاشات در ۱۹ کیلومتری جنوب غرب آرماویر، مرکز استان آرماویر واقع شده‌است.

## خصوصیات
برکاشات ۵۴۴ نفر جمعیت دارد و در ارتفاع ۹۰۰ متر بالاتر از سطح دریا قرار گرفته‌است.
| سال   | ۱۹۳۹ | ۱۹۵۹ | ۱۹۷۰ | ۱۹۷۹ | ۲۰۰۱ | ۲۰۰۴ |
| جمعیت | ۲۲۰  | ۳۴۹  | ۴۷۵  | ۴۸۱  | ۵۴۴  | ۵۹۹  |